# Dasypus mazzai
Dasypus mazzai is een gordeldier uit de familie Dasypodidae. De wetenschappelijke naam van de soort werd voor het eerst geldig gepubliceerd door José Yepes in 1933. De soort was lange tijd bekend als Dasypus yepesi, maar de naam Dasypus mazzai bleek geldig te zijn voor deze soort.

## Voorkomen
De soort komt voor in noordwestelijk Argentinië.